# Patrick Bamford
Patrick James Bamford (Grantham, 5 settembre 1993) è un calciatore inglese di origini irlandesi, attaccante del Leeds Utd.

## Caratteristiche tecniche
Prima punta di movimento, mancino di piede, dotato tecnicamente e abile nel gioco aereo, può giocare anche come esterno offensivo su entrambe le fasce d'attacco in un 4-3-3, o addirittura più arretrato come centrocampista laterale in un 4-4-2. Alto, fisico filiforme, non particolarmente potente, ma molto agile in relazione all'altezza. Discreta la velocità. Bamford fa dell'astuzia, del fiuto del gol, dell'istinto e dei movimenti perfetti, i suoi punti di forza.

## Carriera

### Club

#### Nottingham Forest
Cresciuto calcisticamente tra il 2001 e il 2011, nel settore giovanile del Nottingham Forest. Ha fatto il suo esordio con la prima squadra, il 31 dicembre 2011, nella partita interna persa per 1-0 contro il Cardiff City.

#### Chelsea
Il 31 gennaio 2012 viene acquistato dal Chelsea, per 1.5 milioni di sterline. Nei primi sei mesi gioca nella squadra riserve, per lui 7 partite e 5 reti.

#### Vari prestiti
Passa poi il 22 novembre dello stesso anno, in prestito fino a fine stagione, al MK Dons militando nella League One. La prima esperienza nel calcio "vero" va molto bene, gioca 14 partite, segnando 4 reti, fornendo anche 2 assist. Grazie alle buone prestazioni con la maglia del MK Dons, gli viene rinnovato il prestito anche per la stagione successiva.
Nella stagione 2013-2014, inizia la stagione con i Dons, per lui 23 partite e 14 reti in campionato. Nel gennaio 2014 viene ingaggiato dal Derby County, dove concluderà la stagione sempre in prestito, i "The Rams", hanno pensato a lui per rinforzare l'attacco, in vista della seconda parte di stagione in cui puntano alla promozione in Premier. Il sogno sfumerà alla finale playoff (sconfitta 0-1 contro il QPR), ma a livello personale l'esperienza è positiva. In Championship, con la maglia del Derby Country, l'attaccante "timbra" il cartellino per 8 volte in 21 presenze. Globalmente nella stagione 2013-14 totalizza 53 partite, segnando 25 gol e fornendo 8 assist.
Il 29 agosto 2014, viene ingaggiato per sei mesi in prestito dal Middlesbrough. Il 20 settembre successivo, segna la sua prima rete in campionato nella vittoria in casa per 4-0 contro il Brentford. Il 24 gennaio 2015, realizza una rete nel 4º turno di FA Cup nella partita vinta in trasferta per 2-0 contro il Manchester City. Il 14 marzo dello stesso anno, sigla una doppietta decisiva in campionato, nella vittoria interna per 4-1 contro l'Ipswich Town.
Grazie alle buone prestazioni con la maglia del Boro, gli viene prolungato il prestito fino a fine campionato. Il 25 maggio 2015 gioca con la sua squadra, la finale playoff di Championship, perdendo per 2-0 contro il Norwich City. Conclude la stagione agonistica, giocando 38 incontri, siglando 17 reti e fornendo 5 assist.
Il 21 luglio dello stesso anno, viene ingaggiato dal Crystal Palace, facendo il suo debutto in Premier League il 16 agosto successivo, nella partita persa per 2-1 in casa contro l'Arsenal, entrando all'80º al posto di James McArthur.
Il 30 gennaio 2016, viene acquistato in prestito dal Norwich City, terminando così la stagione con i The Canaries. Esordisce con la sua nuova squadra, il 6 febbraio successivo nella sconfitta per 2-0 in trasferta contro l'Aston Villa, entrando nella ripresa al posto di Wes Hoolahan. Il 30 agosto dello stesso anno, viene preso in prestito dal Burnley, debuttando il 10 settembre successivo con la maglia dei The Clarets sostituendo al minuto 80º Andre Gray. tuttavia a causa dei conflitti con l'allenatore Sean Dyche, fa ritorno di passaggio al Chelsea.

#### Middlesbrough
Il 18 gennaio 2017 viene ceduto definitivamente al Middlesbrough per 5,5 milioni, firmando un contratto della durata di quattro anni e mezzo. Il 13 maggio successivo, segna la sua prima rete in Premier, nella sconfitta in casa per 2-1 contro il Southampton, tuttavia retrocedendo a fine stagione con il Boro in Championship. Il 19 settembre dello stesso anno, realizza una doppietta decisiva all'Aston Villa, in English Football League Cup. Il 2 marzo 2018 segna in campionato una tripletta (la prima in carriera) nella sfida vinta per 3-0 in casa contro il Leeds Utd.

#### Leeds United
Il 31 luglio 2018 viene acquistato dal Leeds Utd per 8 milioni, firmando un contratto quadriennale e scegliendo la maglia numero 9. Debutta con la sua nuova squadra, l'11 agosto successivo, nella vittoria fuori casa per 4-1 contro il Derby Country. Tre giorni più tardi segna la sua prima rete con la maglia dei The Whites, nella vittoria in casa per 2-1 contro il Bolton, in una partita valida per il primo turno della English Football League Cup. Il 7 settembre successivo durante una partita con la squadra riserve del Leeds, Bamford si è rotto infortunato al legamento crociato, costringendolo ad uno stop forzato di almeno tre-quattro mesi. Fa ritorno in campo, il 15 dicembre dello stesso anno, entrando al 66º al posto di Kemar Roofe, segnando tuttavia, la rete della vittoria la (prima) con la maglia del Leeds, nella partita vinta per 1-0 in trasferta contro il Bolton. Il 1º marzo 2019 realizza anche la sua prima doppietta in campionato, nella vittoria in casa per 4-0 contro il West Bromwich. Nella stagione 2019/2020 vince con i Whites il campionato contribuendo alla promozione diretta in Premier League che mancava da sedici anni.

### Nazionale
Ha iniziato la sua avventura in nazionale nel 2010, rappresentando la Nazionale Under-18 di calcio dell'Irlanda dove ha raccolto una presenza. Per poi compiere tutta la trafila delle nazionali giovanili inglesi. Il 19 novembre 2013, ha fatto il suo esordio nella nazionale Under-21 inglese in un incontro valido per la qualificazione all'europeo di categoria, vinto per 9-0 dall'Inghilterra contro i pari età di San Marino, facendo il suo ingresso al 65º al posto di Tom Ince.
Il 26 agosto 2021 viene convocato per la prima volta in nazionale maggiore inglese. Il 5 settembre seguente fa il suo esordio con i tre leoni in occasione del successo per 4-0 contro Andorra.

## Statistiche

### Presenze e reti nei club
Statistiche aggiornate all'11 aprile 2023
| Stagione             | Squadra              | Campionato           | Campionato | Campionato | Coppe nazionali | Coppe nazionali | Coppe nazionali | Coppe continentali | Coppe continentali | Coppe continentali | Altre coppe | Altre coppe | Altre coppe | Totale | Totale |
| Stagione             | Squadra              | Comp                 | Pres       | Reti       | Comp            | Pres            | Reti            | Comp               | Pres               | Reti               | Comp        | Pres        | Reti        | Pres   | Reti   |
| -------------------- | -------------------- | -------------------- | ---------- | ---------- | --------------- | --------------- | --------------- | ------------------ | ------------------ | ------------------ | ----------- | ----------- | ----------- | ------ | ------ |
| 2011-gen. 2012       | Nottingham Forest    | FLC                  | 2          | 0          | FACup+CdL       | 0+0             | 0               | -                  | -                  | -                  | -           | -           | -           | 2      | 0      |
| gen.-giu. 2012       | Chelsea              | PL                   | 0          | 0          | FACup+CdL       | 0               | 0               | UCL                | 0                  | 0                  | -           | -           | -           | 0      | 0      |
| 2012-2013            | MK Dons              | FL1                  | 14         | 4          | FACup+CdL       | 0+0             | 0               | -                  | -                  | -                  | -           | -           | -           | 14     | 4      |
| 2013-gen. 2014       | MK Dons              | FL1                  | 23         | 14         | FACup+CdL       | 3+2             | 1+1             | -                  | -                  | -                  | FLT         | 2           | 1           | 30     | 17     |
| Totale MK Dons       | Totale MK Dons       | Totale MK Dons       | 37         | 18         |                 | 5               | 2               |                    | 0                  | 0                  |             | 2           | 1           | 44     | 21     |
| gen.-giu. 2014       | Derby County         | FLC                  | 21+2       | 8          | FACup+CdL       | 0+0             | 0               | -                  | -                  | -                  | -           | -           | -           | 23     | 8      |
| 2014-2015            | Middlesbrough        | FLC                  | 38+2       | 17         | FACup+CdL       | 3+1             | 1+1             | -                  | -                  | -                  | -           | -           | -           | 44     | 19     |
| 2015-gen. 2016       | Crystal Palace       | PL                   | 6          | 0          | FACup+CdL       | 0+3             | 0               | -                  | -                  | -                  | -           | -           | -           | 9      | 0      |
| gen.-giu. 2016       | Norwich City         | PL                   | 7          | 0          | FACup+CdL       | 0+0             | 0               |                    | -                  | -                  |             | -           | -           | 7      | 0      |
| 2016-gen. 2017       | Burnley              | PL                   | 6          | 0          | FACup+CdL       | 0+0             | 0               | -                  | -                  | -                  | -           | -           | -           | 6      | 0      |
| gen-giu. 2017        | Middlesbrough        | PL                   | 8          | 1          | FACup+CdL       | 1+0             | 0               | -                  | -                  | -                  | -           | -           | -           | 9      | 1      |
| 2017-2018            | Middlesbrough        | FLC                  | 39+2       | 11         | FACup+CdL       | 1+2             | 0+2             | -                  | -                  | -                  | -           | -           | -           | 44     | 13     |
| Totale Middlesbrough | Totale Middlesbrough | Totale Middlesbrough | 89         | 29         |                 | 8               | 4               |                    | 0                  | 0                  |             | 0           | 0           | 97     | 33     |
| 2018-2019            | Leeds United         | FLC                  | 22+1       | 9          | FACup+CdL       | 0+2             | 0+1             | -                  | -                  | -                  | -           | -           | -           | 25     | 10     |
| 2019-2020            | Leeds United         | FLC                  | 45         | 16         | FACup+CdL       | 1+1             | 0               | -                  | -                  | -                  | -           | -           | -           | 47     | 16     |
| 2020-2021            | Leeds United         | PL                   | 38         | 17         | FACup+CdL       | 0+0             | 0               | -                  | -                  | -                  | -           | -           | -           | 38     | 17     |
| 2021-2022            | Leeds United         | PL                   | 9          | 2          | FACup+CdL       | 0+1             | 0               | -                  | -                  | -                  | -           | -           | -           | 10     | 2      |
| 2022-2023            | Leeds United         | PL                   | 22         | 3          | FACup+CdL       | 2+0             | 2+0             | -                  | -                  | -                  | -           | -           | -           | 24     | 5      |
| Totale Leeds         | Totale Leeds         | Totale Leeds         | 137        | 47         |                 | 7               | 3               |                    | 0                  | 0                  |             | 0           | 0           | 144    | 50     |
| Totale carriera      | Totale carriera      | Totale carriera      | 297        | 102        |                 | 23              | 9               |                    | 0                  | 0                  |             | 2           | 1           | 322    | 112    |

### Presenze e reti in nazionale
| Cronologia completa delle presenze e delle reti in nazionale ― Inghilterra | Cronologia completa delle presenze e delle reti in nazionale ― Inghilterra | Cronologia completa delle presenze e delle reti in nazionale ― Inghilterra | Cronologia completa delle presenze e delle reti in nazionale ― Inghilterra | Cronologia completa delle presenze e delle reti in nazionale ― Inghilterra | Cronologia completa delle presenze e delle reti in nazionale ― Inghilterra | Cronologia completa delle presenze e delle reti in nazionale ― Inghilterra | Cronologia completa delle presenze e delle reti in nazionale ― Inghilterra |
| Data                                                                       | Città                                                                      | In casa                                                                    | Risultato                                                                  | Ospiti                                                                     | Competizione                                                               | Reti                                                                       | Note                                                                       |
| -------------------------------------------------------------------------- | -------------------------------------------------------------------------- | -------------------------------------------------------------------------- | -------------------------------------------------------------------------- | -------------------------------------------------------------------------- | -------------------------------------------------------------------------- | -------------------------------------------------------------------------- | -------------------------------------------------------------------------- |
| 5-9-2021                                                                   | Londra                                                                     | Inghilterra                                                                | 4 – 0                                                                      | Andorra                                                                    | Qual. Mondiali 2022                                                        | -                                                                          | 62’                                                                        |
| Totale                                                                     |                                                                            | Presenze                                                                   | 1                                                                          |                                                                            | Reti                                                                       | 0                                                                          |                                                                            |

| Cronologia completa delle presenze e delle reti in nazionale ― Inghilterra under 21 | Cronologia completa delle presenze e delle reti in nazionale ― Inghilterra under 21 | Cronologia completa delle presenze e delle reti in nazionale ― Inghilterra under 21 | Cronologia completa delle presenze e delle reti in nazionale ― Inghilterra under 21 | Cronologia completa delle presenze e delle reti in nazionale ― Inghilterra under 21 | Cronologia completa delle presenze e delle reti in nazionale ― Inghilterra under 21 | Cronologia completa delle presenze e delle reti in nazionale ― Inghilterra under 21 | Cronologia completa delle presenze e delle reti in nazionale ― Inghilterra under 21 |
| Data                                                                                | Città                                                                               | In casa                                                                             | Risultato                                                                           | Ospiti                                                                              | Competizione                                                                        | Reti                                                                                | Note                                                                                |
| ----------------------------------------------------------------------------------- | ----------------------------------------------------------------------------------- | ----------------------------------------------------------------------------------- | ----------------------------------------------------------------------------------- | ----------------------------------------------------------------------------------- | ----------------------------------------------------------------------------------- | ----------------------------------------------------------------------------------- | ----------------------------------------------------------------------------------- |
| 19-11-2013                                                                          | Shrewsbury                                                                          | Inghilterra under 21                                                                | 9 – 0                                                                               | San Marino under 21                                                                 | Qual. Europeo Under-21 2015                                                         | -                                                                                   | 65’                                                                                 |
| 13-11-2014                                                                          | Burnley                                                                             | Inghilterra under 21                                                                | 3 – 1                                                                               | Portogallo under 21                                                                 | Amichevole                                                                          | -                                                                                   | 79’                                                                                 |
| Totale                                                                              |                                                                                     | Presenze                                                                            | 2                                                                                   |                                                                                     | Reti                                                                                | 0                                                                                   |                                                                                     |

## Palmarès

### Club
- Football League Championship: 2

Leeds United: 2019-2020, 2024-2025

### Individuale
- EFL Awards: 1

2015